# Giro di Slovenia 2004
Il Giro di Slovenia 2004, undicesima edizione della corsa, si svolse dal 4 al 9 maggio su un percorso di 922 km ripartiti in 7 tappe, con partenza a Isola e arrivo a Novo Mesto. Fu vinto dallo sloveno Mitja Mahorič della Perutnina Ptuj davanti al bielorusso Aljaksandr Kučynski e allo sloveno Matic Strgar.

## Tappe
| Tappa  | Data     | Percorso               | km  | Vincitore di tappa  | Leader cl. generale   |
| ------ | -------- | ---------------------- | --- | ------------------- | --------------------- |
| 1ª     | 4 maggio | Isola > Trieste        | 76  | Aljaksandr Kučynski | Aljaksandr Kučynski   |
| 2ª     | 4 maggio | Trieste > Nova Gorica  | 72  | Borut Božič         | Aljaksandr Kučynski   |
| 3ª     | 5 maggio | Lubiana > Zagabria     | 190 | Borut Božič         | Andrej Omulec         |
| 4ª     | 6 maggio | Ormož > Ptuj           | 160 | Jonas Ljungblad     | Borut Božič           |
| 5ª     | 7 maggio | Lenart > Villach       | 208 | Mitja Mahorič       | Aliaksandr Kuschynski |
| 6ª     | 8 maggio | Villach > Vrsic        | 66  | Tomaz Nose          | Mitja Mahorič         |
| 7ª     | 9 maggio | Grosuplje > Novo Mesto | 150 | Peter Möhlmann      | Mitja Mahorič         |
| Totale | Totale   | Totale                 | 922 |                     |                       |

## Dettagli delle tappe

### 1ª tappa
- 4 maggio: Isola > Trieste – 76 km

| Pos. | Corridore           | Squadra      | Tempo    |
| ---- | ------------------- | ------------ | -------- |
| 1    | Aljaksandr Kučynski | Amore & Vita | 2h01'02" |
| 2    | Andrej Omulec       | Radenska Rog | s.t.     |
| 3    | Jure Zrimsek        |              | a 28"    |

| Pos. | Corridore           | Squadra      | Tempo    |
| ---- | ------------------- | ------------ | -------- |
| 1    | Aljaksandr Kučynski | Amore & Vita | 2h00'56" |
| 2    | Andrej Omulec       | Radenska Rog | a 2"     |
| 3    | Jure Zrimsek        |              | a 30"    |

### 2ª tappa
- 4 maggio: Trieste > Nova Gorica – 72 km

| Pos. | Corridore        | Squadra        | Tempo    |
| ---- | ---------------- | -------------- | -------- |
| 1    | Borut Božič      | Perutnina Ptuj | 1h31'59" |
| 2    | Stefano Guerrini | Nippo          | s.t.     |
| 3    | Jure Zrimsek     |                | s.t.     |

| Pos. | Corridore           | Squadra      | Tempo    |
| ---- | ------------------- | ------------ | -------- |
| 1    | Aljaksandr Kučynski | Amore & Vita | 3h33'03" |
| 2    | Andrej Omulec       | Radenska Rog | a 2"     |
| 3    | Jure Zrimsek        |              | a 20"    |

### 3ª tappa
- 5 maggio: Lubiana > Zagabria – 190 km

| Pos. | Corridore     | Squadra        | Tempo    |
| ---- | ------------- | -------------- | -------- |
| 1    | Borut Božič   | Perutnina Ptuj | 4h09'09" |
| 2    | Jure Zrimsek  |                | s.t.     |
| 3    | Andrej Omulec | Radenska Rog   | s.t.     |

| Pos. | Corridore     | Squadra        | Tempo    |
| ---- | ------------- | -------------- | -------- |
| 1    | Andrej Omulec | Radenska Rog   | 7h42'04" |
| 2    | Borut Božič   | Perutnina Ptuj | a 11"    |
| 3    | Jure Zrimsek  |                | a 17"    |

### 4ª tappa
- 6 maggio: Ormož > Ptuj – 160 km

| Pos. | Corridore       | Squadra      | Tempo    |
| ---- | --------------- | ------------ | -------- |
| 1    | Jonas Ljungblad | Amore & Vita | 3h45'09" |
| 2    | Jure Zrimsek    |              | s.t.     |
| 3    | Leon Makarovic  | Radenska Rog | s.t.     |

| Pos. | Corridore           | Squadra        | Tempo     |
| ---- | ------------------- | -------------- | --------- |
| 1    | Borut Božič         | Perutnina Ptuj | 11h27'16" |
| 2    | Jure Zrimsek        |                | a 6"      |
| 3    | Aljaksandr Kučynski | Amore & Vita   | a 34"     |

### 5ª tappa
- 7 maggio: Lenart > Villach – 208 km

| Pos. | Corridore     | Squadra        | Tempo    |
| ---- | ------------- | -------------- | -------- |
| 1    | Mitja Mahorič | Perutnina Ptuj | 5h08'31" |
| 2    | Walter Bonca  | Perutnina Ptuj | s.t.     |
| 3    | Matic Strgar  |                | a 1"     |

| Pos. | Corridore           | Squadra        | Tempo     |
| ---- | ------------------- | -------------- | --------- |
| 1    | Aljaksandr Kučynski | Amore & Vita   | 16h36'22" |
| 2    | Mitja Mahorič       | Perutnina Ptuj | a 7"      |
| 3    | Jonas Ljungblad     | Amore & Vita   | a 16"     |

### 6ª tappa
- 8 maggio: Villach > Vrsic – 66 km

| Pos. | Corridore     | Squadra        | Tempo      |
| ---- | ------------- | -------------- | ---------- |
| 1    | Tomaz Nose    |                | 1h43'58"   |
| 2    | Mitja Mahorič | Perutnina Ptuj | a 6"       |
| 3    | Miha Svab     |                | a 3u00'18" |

| Pos. | Corridore           | Squadra        | Tempo     |
| ---- | ------------------- | -------------- | --------- |
| 1    | Mitja Mahorič       | Perutnina Ptuj | 18h20'27" |
| 2    | Aljaksandr Kučynski | Amore & Vita   | a 26"     |
| 3    | Matic Strgar        |                | a 45"     |

### 7ª tappa
- 9 maggio: Grosuplje > Novo Mesto – 150 km

| Pos. | Corridore      | Squadra          | Tempo    |
| ---- | -------------- | ---------------- | -------- |
| 1    | Peter Möhlmann | AXA              | 3h27'36" |
| 2    | Petr Herman    | Hervis Apo Sport | s.t.     |
| 3    | Matic Strgar   |                  | s.t.     |

| Pos. | Corridore           | Squadra        | Tempo     |
| ---- | ------------------- | -------------- | --------- |
| 1    | Mitja Mahorič       | Perutnina Ptuj | 21h48'03" |
| 2    | Aljaksandr Kučynski | Amore & Vita   | a 26"     |
| 3    | Matic Strgar        |                | a 41"     |

## Classifiche finali

### Classifica generale
| Pos. | Corridore           | Squadra              | Tempo     |
| ---- | ------------------- | -------------------- | --------- |
| 1    | Mitja Mahorič       | Perutnina Ptuj       | 21h48'03" |
| 2    | Aljaksandr Kučynski | Amore & Vita-Beretta | a 26"     |
| 3    | Matic Strgar        |                      | a 41"     |
| 4    | Miha Svab           |                      | a 54"     |
| 5    | Janez Brajkovič     |                      | a 59"     |
| 6    | Matija Kvasina      | Perutnina Ptuj       | a 1'00"   |
| 7    | Leon Makarovic      | Radenska Rog         | a 1'01"   |
| 8    | Drasutis Stundzia   |                      | a 1'08"   |
| 9    | Kjell Carlström     | Amore & Vita-Beretta | a 2'01"   |
| 10   | Jonas Ljungblad     | Amore & Vita-Beretta | a 1'05"   |